# Girl You Know It's True
Girl You Know It's True é o álbum de estreia de Milli Vanilli nos Estados Unidos e Canadá, lançado em 7 de Março de 1989 pela gravadora Arista Records. Para o lançamento do CD na América do Norte, a maioria das canções incluídas no álbum de estreia da dupla, All or Nothing, lançado apenas na Europa, foram modificadas, e outras faixas foram substituídas.

## Posições nas paradas musicais
| Parada musical (1989)              | Melhor posição |
| ---------------------------------- | -------------- |
| Canadá - Canada RPM Top 100 Albums | 1              |
| Estados Unidos - Billboard 200     | 1              |
| Estados Unidos - R&B Albums        | 8              |

### Posições anuais
| Parada de fim de ano (1989)                | Melhor posição |
| ------------------------------------------ | -------------- |
| Canadá - Canada RPM Top 100 Albums of '89  | 2              |
| Parada de fim de ano (1990)                | Melhor posição |
| Canadá - Canada RPM Top 100 Albums of 1990 | 8              |